# Johannes Gepp
Johannes Gepp (* 23. Juni 1949 in Graz) ist ein österreichischer Biologe, Zoologe, Entomologe, Ökologe, Hochschullehrer und Naturvermittler. 

## Leben
Gepp, ausgebildeter Ökologe und Zoologe, habilitierte sich an der Universität Salzburg im Fachbereich Tierökologie und Entomologie. Von 1990 bis 1993 war er Leiter der Forschungsstelle für Ökosystemstudien der Österreichischen Akademie der Wissenschaften, seit 1993 leitet er das Institut für Naturschutz und Landschaftsökologie (INL) in Graz. Gepp arbeitet als Universitätsdozent am Institut für Zoologie der Universität Salzburg.
Gepp ist Obmann des steirischen und Vizepräsident des österreichischen Naturschutzbundes. Neben zahlreichen facheinschlägigen Publikationen ist er einer breiten Öffentlichkeit als Naturvermittler bekannt. Er ist Herausgeber der Roten Listen gefährdeter Tiere Österreichs und setzt sich für den Erhalt der Artenvielfalt ein.

## Auszeichnungen
- 2023: Silberdistel – M. & W. Graf-Biodiversitätspreis des Landes Steiermark – Ehrenpreis[4]